# Donji Kašić
Donji Kašić falu Horvátországban Zára megyében. Közigazgatásilag Benkovachoz tartozik.

## Fekvése
Zárától légvonalban 20, közúton 27 km-re keletre, községközpontjától légvonalban17, közúton 21 km-re északnyugatra, Dalmácia északi részén, Ravni kotari területén fekszik.

## Története
Kašić egyike azoknak a településeknek, ahova a török kiűzése (1647) után Janko Mitrović hajdúvezér vezetésével a žegari uradalomhoz tartozó települések morlak (lényegében szerb) lakossága a Ravni kotari területén letelepedett. Első írásos említése 1683-ban történt a kotari morlakok gyülekezőhelyeként (a hagyomány szerint a mai Szent Illés templom helye), ahol döntést hoztak a kotari uszkók felkelésről Dalmácia felszabadításáról a török uralom alól. A felkelés szervezője és a ravni kotari morlak harcosok első vezére Ilija Janković volt, akihez kissé később Stojan Janković és Zaviša Janković kotari szerdárok, mindketten velencei kapitányok is csatlakoztak. A ravni kotariak a kandiai háború idején részt vettek Zára és Šibenik védelmében, valamint Klissza felszabadításában. A moreiai háború során 1684 és 1699 között többek között felszabadították Obrovacot, Benkovacot, Skradint is. A falu ezután 1797-ig a Velencei Köztársaság része volt. Miután a francia seregek felszámolták a Velencei Köztársaságot és a campo formiói béke értelmében osztrák csapatok szállták meg. 1806-ban a pozsonyi béke alapján az Első Francia Császárság Illír Tartományának része lett. 1815-ben a bécsi kongresszus újra Ausztriának adta, amely a Dalmát Királyság részeként Zárából igazgatta 1918-ig. A településnek 1857-ben 218, 1910-ben 317 lakosa volt. Az első világháború után előbb a Szerb-Horvát-Szlovén Királyság, majd Jugoszlávia része lett. A második világháború idején 1941-ben a szomszédos településekkel együtt Olaszország fennhatósága alá került. Az 1943. szeptemberi olasz kapituláció után visszatért Horvátországhoz, majd újra Jugoszlávia része lett. 1991-ben lakosságának 99 százaléka szerb nemzetiségű volt. 1991 szeptemberében szerb lakói csatlakoztak a Krajinai Szerb Köztársasághoz és a település szerb igazgatás alá került. A falut 1995 augusztusában a Vihar hadművelet során foglalta vissza a horvát hadsereg. Szerb lakossága elmenekült. 2011-ben 63 lakosa volt, akik főként mezőgazdasággal és állattartással foglalkoztak.

## Lakosság
| Lakosság változása | Lakosság változása | Lakosság változása | Lakosság változása | Lakosság változása | Lakosság változása | Lakosság változása | Lakosság változása | Lakosság változása | Lakosság változása | Lakosság változása | Lakosság változása | Lakosság változása | Lakosság változása | Lakosság változása | Lakosság változása |
| ------------------ | ------------------ | ------------------ | ------------------ | ------------------ | ------------------ | ------------------ | ------------------ | ------------------ | ------------------ | ------------------ | ------------------ | ------------------ | ------------------ | ------------------ | ------------------ |
| 1857               | 1869               | 1880               | 1890               | 1900               | 1910               | 1921               | 1931               | 1948               | 1953               | 1961               | 1971               | 1981               | 1991               | 2001               | 2011               |
| 218                | 0                  | 253                | 196                | 230                | 317                | 545                | 482                | 711                | 750                | 846                | 823                | 810                | 765                | 4                  | 63                 |

## Nevezetességei
- Szent Illés próféta tiszteletére szentelt szerb pravoszláv temploma 1872-ben épült. A délszláv háború idején súlyosan megrongálódott. A háború után Islam Latinski és Grčki, Kašić és Veljana faluk önkénteseinek segítségével újjáépítették. A templom előtt minden év augusztus 2-án Szent Illés ünnepén nagy népünnepélyt tartanak.
- A Mastirine nevű helyen egy valószínűleg Szent Mihály tiszteletére szentelt hatkaréjos 9. századi templom maradványai találhatók. A templomot 1955 és 1957 között Stjepan Gunjača vezetésével tárták fel, melynek eredményeit Dušan Jelovina (1982.) és Vedrana Delonga (1988.) publikálta. A templom a kora középkori dalmát szakrális építészet kiemelkedő példája.

## Fordítás
Ez a szócikk részben vagy egészben  a   Donji Kašić című horvát Wikipédia-szócikk ezen változatának fordításán alapul.  Az eredeti cikk szerkesztőit annak laptörténete sorolja fel. Ez a jelzés csupán a megfogalmazás eredetét és a szerzői jogokat jelzi, nem szolgál a cikkben szereplő információk forrásmegjelöléseként.